# Phyllida Lloyd
Phyllida Lloyd (ur. 17 czerwca 1957 w Nempnett Thrubwell) – brytyjska reżyserka filmowa i teatralna. W teatrze specjalizuje się w repertuarze klasycznym i operowym. Szerokiej publiczności najlepiej znana z ekranizacji musicalu Mamma Mia! (2008) oraz biografii Margaret Thatcher Żelazna Dama (2011).

## Życiorys
Po ukończeniu studiów na Uniwersytecie w Birmingham, znalazła pracę w dziale telewizyjnych produkcji dramatycznych BBC. W 1985 została reżyserem-stażystą w New Wolsey Theatre w Ipswich. Tak rozpoczęła się jej kariera teatralna.
W 1998 przyjęła propozycję reżyserowania musicalu Mamma Mia!, opartego na piosenkach szwedzkiej grupy ABBA, podczas jego światowej prapremiery w Londynie. W 2000 zadebiutowała w telewizji, reżyserując ekranową wersję opery Gloriana Benjamina Brittena.
W 2006 została profesorem wizytującym na Oxford University w dziedzinie teatru współczesnego. W tym samym roku otrzymała doktorat honoris causa na Uniwersytecie w Bristolu.
W 2008 wyreżyserowała kinową wersję musicalu Mamma Mia!, która – pomimo nie najlepszych recenzji – stała się kinowym przebojem. W 2011 miała miejsce premiera jej kolejnego obrazu – Żelazna Dama była filmem biograficznym poświęconym byłej brytyjskiej premier Margaret Thatcher. W obu filmach główne role zagrała Meryl Streep.
W 2010 odznaczona Komandorią Orderu Imperium Brytyjskiego (CBE).

## Życie prywatne
Dziennik „The Independent” w 2006 sklasyfikował ją na 56. miejscu na liście najbardziej wpływowych gejów i lesbijek w Wielkiej Brytanii.